# Народна библиотека Србије
Народна библиотека Србије је национална библиотека Србије у Београду. Највећа је библиотека и најстарија установа у Србији, која је више пута уништена у последња два века.

## Историја
Основана је 1832. године у књижари Глигорија Возаровића. Иницијални фонд чинили су поклони Возаревића и других српских културних посленика. За дан оснивања узима се 28. фебруар 1832. године када је Димитрије Давидовић послао писмо кнезу Милошу о уређењу библиотеке. У новембру исте године Кнез Милош је наредио да се један примерак од сваке штампане књиге уступи библиотеци. Тако је установљена институција обавезног примерка. Од 2002. године Народна библиотека Србије као свој дан слави управо 28. фебруар. По истраживању Дејана Ристића, објављеном у књизи „Кућа несагоривих речи”, библиотека је основана 12. јула 1838. у Крагујевцу, а наредне године пресељена у Београд. Успон у раду Народне библиотеке настао је 1853. године када је указом кнеза Александра уведено звање државног библиотекара у рангу професора Велике школе.
У време када је библиотекар био Јанко Шафарик (1861–1869), библиотека је пресељена у Капетан-Мишино здање и ту је у левом приземном крилу, дочекала Први светски рат. Почетком Првог светског рата један део вреднијих, посебно старих рукописних књига, је евакуисан из библиотеке и спакован у воз. Преостале књиге и архива постале су ратни плен Немачке и Бугарске (где су однете), а део је остао и пропао. Нестала су у ратном метежу поред књига и три најважнија стара српска рукописа: "Никољско јеванђеље", "Зборник попа Драгоља" и "Призренски препис Душановог законика". Један део књига је нестао и касније враћен, док постоје књиге које до сада нису враћене.
У Првом светском рату библиотека је остала без својих просторија, па је 1920. године за њене потребе откупљена фабрика и „Картонажа Милана Вапе“, на Косанчићевом венцу. За њу је плаћено 3.200.000 динара, а рад је отпочео почетком 1922. године. Те године библиотека је имала 300.000 књига, 1.195 старих рукописа, 2.500 писама, 300 инкунабула. Простор је био недовољан и влажан, већина издавача није слала своја издања на регистровање, ни примерак дела.
Зграда библиотеке на Косанчићевом венцу погођена је 6. априла 1941. године приликом немачког бомбардовања Београда и велики део књижног фонда је тада уништен. Уништен је књижни фонд од око 500.000 свезака, као и збирка од 1424 ћирилична рукописа и повеље (12–17. век), картографска и графичка збирка од 1500 бројева, збирке од 4.000 наслова часописа и 1800 наслова новина, затим значајна и недовољно проучена збирка турских докумената о Србији, инкунабуле и старе штампане књиге и целокупна преписка значајних личности из културе и политичке историје Србије и Југославије (Лукијан Мушицки, Вук Караџић, Ђура Даничић, Павел Шафарик). Осим тога нестали су сви инвентари и каталози. Из старе збирке рукописа сачувао се само један рукопис који је у том тренутку био ван библиотеке. Неки од рукописа које се чувају или су чувани у Народној библиотеци су: Летопис Попа Дукљанина (београдски рукопис), Никољско јеванђеље, Минхенски псалтир, Ћирилични Рампацетов буквар, из 1597. године и други. Најстарији рукопис је Београдски паримејник из 13. века.
У априлу 1946. године библиотека добија зграду некадашњег хотела „Српска круна“ на крају Кнез-Михаилове улице, у тој згради се налази Библиотека града Београда. После Другог светског рата фонд Народне библиотеке је значајно допуњен поклонима и легатима, међу дародавцима су били Милан Ракић, Милош Црњански, Десанка Максимовић, Тихомир Ђорђевић, Љубица и Даница Јанковић, Љубомир Мицић, Љубица Цуца Сокић и други. Камен темељац за изградњу нове наменске зграде Народне библиотеке Србије свечано је постављено 20. октобра 1966. године, а радови на здању површине 24.000 метара квадратних завршени су шест година касније 1972. године. Пресељење у нову зграду започело је маја 1972. године. Нова наменска зграда Народне библиотеке на Врачару свечано је отворена 6. април 1973. године. Зграду је пројектовао архитекта Иво Куртовић и убраја се у споменике културе. Први страни државник који је посетио ново здање националне библиотеке био је канцелар СР Немачке Вили Брант који је био у службеној посети СФР Југославији од 15. до 19. априла 1973. године, а том приликом поклонио је библиотеци неколико књига. Познати француски књижевник Андре Малро библиотеци је поклонио 1975. године рукопис свог дела „Глава опсидијана"
Све до 2002. године 6. април је обележаван као Дан библиотеке, а од те године то је 28. фебруар, датум када је 1832. године основана Народна библиотека. Од 2013. године 28. фебруар је и Национални дан књиге. Од 2002. године је 6. април Дан сећања на страдање библиотеке у Априлском рату.
Ентеријер зграде обнављан је више од 3 године и свечано пуштен у рад 24. маја 2011. године. Радови су каснили, јер је планирано да се библиотека пусти у рад 6. априла те године. Радови су трајали од октобра 2007. до маја 2011. године и за њих је држава издвојила 4,3 милиона евра. Том приликом је обновљено 6000 m² простора, док преосталих 18000 m² у којима су депои са књигама није обновљено.
Током 2014. завршено је обнављање трезора Одељења за археографију и фототеку у ком се чувају рукописи и старе штампане књиге на 150 m² простора.
Планирано је да се догради још један подземни депо са 4 нивоа.

### Читаност књига до 1914. године
Годишњи извештаји Народне библиотеке Србије о читаности књига су драгоцени извори података. Први је објављен 1895. године у Годишњаку Српске краљевске академије. У њима се говори о броју читалаца из године у годину, али и о њиховој социјалној структури. На основу тих података је могуће реконструисати друштвену припадност читалаца, као и дати приказ културних потреба. У посебним рубрикама су разврставане књиге по жанровима, научна, забавна литература и то је омогућавало да се прати читаност домаће литературе у односу на инострану. Пописи рађени непосредно пред Први светски рат омогућавају да се стекне слика о популарности појединих писаца и дела. У периоду од 1895-1900. Библиотеку је посећивао мали број читалаца. Године 1898. било је 794 читаоца, а 1900. је Библиотека била затворена три месеца преко лета и тада је забележен пад у броју посетиоца. Највише су долазили ђаци и студенти који су за потребе свог образовања и школовања узимали литературу. Три пута мање су Библиотеку посећивали њихови професори. Такође је научна литература преовладавала у односу на забавну. Од 1901. године Народна библиотека почела је да прави детаљније годишње извештаје. Променила се и структура тражених публикација. Од 9.923 реверса тражено је 16.497 књига, а то је било за 5.000 књига више него претходних година. Такође се за трећину смањио број тражене научне литературе. Од 1902. године разрађеније су статистике. Читалачке потребе грађанства су се мењале и из године у годину се повећавао број тражених књига. Те 1902. године читале су се српске књиге (13.038), немачке (2.319), француске (1.583). Руске књиге у то време нису биле нарочито популарне што говори податак о читању 470 позајмљених књига. Али најчитаније књиге су биле Толстојеве (423 реверса), Виктора Игоа (409), Ги де Мопасана (134), Александра Диме оца и Александра Диме сина. Шекспир је такође позајмљиван (199), Бајрон, Тургењев итд.

## Сарадња
Библиотека је 26. априла 2012. потписала Протокол о сарадњи са Народном и универзитетском библиотеком Републике Српске, што представља гаранцију очувања јединственог српског духовног и културног простора. Протоколом је утврђено да ће две библиотеке једна другој поклањати све публикације, те да ће заједно учествовати на националним и међународним пројектима.

## Управници
Управници Народне библиотеке били су:
- Филип Николић (1853—1856)
- Ђуро Даничић (1856—1859)
- Јанко Шафарик (1861—1869)
- Стојан Новаковић (1869—1874)
- Јован Бошковић (1875—1880)
- Нићифор Дучић (1880—1886)
- Милан Ђ. Милићевић (1886—)
- Драгиша Станојевић (1900)
- Стојан Протић (1900—1901)
- Љубомир Јовановић (1901—1903)
- Јован Томић (1903—1927)
- Милош Зечевић (1927—1935)
- Драгослав Илић (1935—1941)
- Ђорђе Радојчић (1941—1945)
- Душан Милачић (1945—1960)
- Чедомир Миндеровић (1960—1965)
- Милорад Панић Суреп (1965—1968)
- Светислав Ђурић (1968—1977)
- Владимир Стевановић (1977—1979)
- Васо Милинчевић (1980—1983)
- Милан Милутиновић (1983—1988)
- Миломир Петровић (1988—2001)
- Сретен Угричић (2001—2012)
- Дејан Ристић (2012—2013)
- Светлана Јанчић (2013—2015)
- Ласло Блашковић (2015—2021)
- Владимир Пиштало (2021—2025)[28]
- Јасмина Нинков (2025—)[29]